# یوژنوی
یوژنوی (اوکراینی: Yuzhnoye) شرکت هوافضا و صنایع جنگ‌افزاری اوکراینی است، که در سال ۱۹۵۱ تأسیس شد.